# ジムノペディに乱れる
『ジムノペディに乱れる』は、2016年に公開された。数多くの恋愛ストーリーを手掛けてきた映画監督·行定勲による日本映画。全編83分。数々の名監督を輩出した“日活ロマンポルノ“の誕生45周年を記念して、同企画を再び始動させるプロジェクトから生まれた官能ドラマである。R-18指定。

## ストーリー
1週間―。映画監督の古谷慎二（板尾創路）は、鬱屈とした気持ちを抱えながら、スランプに陥り撮影を進められない日々が続いていた。そんな古谷は肌の温もりを求めて女たちの隙間をさまよう。仕事、名声、そして愛。全てを失った男が、たどり着いた先に見つけたものとは―。

## キャスト
- 古谷慎二 - 板尾創路
- 山口結花 - 芦那すみれ
- 安里 - 岡村いずみ
- 田山由起
- 田嶋真弓
- 木嶋のりこ
- 西野翔
- 岩谷健司
- 宮本裕子
- 三浦誠己
- 伊藤洋三郎
- 藤原季節
- 嶺豪一
- 千北雅楽
- 丸山昇平
- 川田希
- 鶴巻紬
- 遊貫まひろ
- 鈴木雄一郎
- 内田周作
- 内田譲
- 矢部太郎
- 村田唯
- 風祭ゆき

## スタッフ
- 監督 - 行定勲
- 脚本 - 行定勲、堀泉杏
- 音楽 - めいなＣｏ．
- 制作 - 由里敬三
- エグゼクティブプロデューサー - 田中正
- プロデューサー - 西尾沙織、田中誠一
- 撮影 - 今井孝博
- 照明 - 中村裕樹
- 美術 - 相馬直樹
- 録音 - 伊藤裕規
- 編集 - 今井剛
- 音響効果 - 岡瀬晶彦
- 装飾 - 野村哲也
- 衣装 - 袴田知世枝
- ヘアメイク - 倉田明美、吉澤由美子
- スクリプター - 大西暁子
- キャスティング - 新江佳子
- 助監督 - 是安祐
- 制作担当 - 相良晶
- アソシエイト・プロデューサー - 小室直子、高木希世江、山本章

## 参考資料
- 映画『ジムノペディに乱れる』作品詳細
- ジムノペディに乱れる : 作品情報 - 映画.com
- ジムノペディに乱れる - 作品 - Yahoo!映画